# Michał Tomczyk (muzyk)
Michał „Twurca” Tomczyk (ur. 6 kwietnia 1975 we Wrocławiu) – polski gitarzysta, kompozytor, realizator dźwięku, producent muzyczny, wieloletni muzyk oraz filar wrocławskiego zespołu Blade Loki, także pomysłodawca i założyciel zespołu W.A.R.N.

## Życiorys
Karierę muzyczną rozpoczął w 1990 roku we wrocławskich lokalnych zespołach grających od rocka do thrash metalu. W 1995 roku został gitarzystą zespołu Blade Loki, z którym występuje do dzisiaj. W 1998 roku, po rozwiązaniu zespołu IMPACT wraz z wokalistą „Kurnatem” i basistą „Felicjanem” założył zespół W.A.R.N”, w którym występował do 2007 roku.
Oprócz pracy muzyka, od kilku lat z prowadzi także działalność edukacyjną – jest nauczycielem gry na gitarze.

## Instrumentarium
- Gitara: Gibson SG, Gibson Flying V, Gibson Les Paul Custom, Jakubiszyn Stratocaster (modified by „Magik”), Squier Stratocaster.
- Struny: Ernie Ball, Dean Markley (11-52)
- Wzmacniacz: Mesa Boogie Dual Rectifier
- Kolumna: Mesa Boogie Rectifier slant 4x12
- Efekty: TC electronic, Whammy, Wah Wah DUNLOP, Boss Noise Suppressor, Electro-Harmonix Memory Man.
- Tuner: Boss Tu 12, Behringer BTR 2000
- Gitarowy System Bezprzewodowy: Beyerdynamic

## Dyskografia

### Blade Loki
- Blada Płyta (2000)
- Psy i koty (2002)
- ...no pasaran (2006)
- Torpedo los!!! (2009)
- Frruuu (2012)[4]
- Nie mów nikomu (2018)[5]

### W.A.R.N.
- Wzejdź Słońce (2004)
- Cały ten rock (2005) (składanka)[6]

## Filmografia

### Blade Loki
- DVD – 2003 „Przystanek Woodstock 2002, Najgłośniejszy Film Polski” – utwór „Psy i koty"
- 2001 „Punkowa Orkiestra Świątecznej Pomocy IX - 2001” cz.1